# Leonardo Rheinmetall Military Vehicles
Leonardo Rheinmetall Military Vehicles (LRMV) è un'azienda italiana che opera nel settore della difesa progettando e realizzando veicoli militari, con sede centrale a Roma e sede operativa a La Spezia.
Si tratta di una joint venture paritaria fondata il 15 ottobre 2024 da Leonardo (50%) e Rheinmetall (50%) e costituita per realizzare la nuova generazione di veicoli da difesa per l'Esercito Italiano, il carro armato da combattimento: Italian Main Battle Tank (IMBT) e del veicolo da combattimento della fanteria: Army Armored Combat System (A2CS), nonché di altri mezzi corazzati e mezzi speciali da essi derivati. L'accordo industriale ha inoltre lo scopo di gettare le basi per il futuro carro da combattimento europeo.
La costituzione della joint venture è stata approvata dall'antitrust nel gennaio 2025 dando così il via libera alle operazioni. Per poter operare sin da subito, risparmiando così i tempi burocratici di consolidamento che richiedono un paio di mesi, è stata creata una RTI al fine che il team congiunto possa ricevere sin da febbraio 2025 la richiesta di proposta (RfP) da parte del governo italiano. La RTI può quindi occuparsi delle offerte e firmare i contratti per lasciare solo la fase esecutiva alla joint venture.

## Storia
La LRMV è il risultato di un lungo ed articolato processo di cooperazione da parte del governo italiano con aziende italiane ed estere per il riarmo su larga scala dell'Esercito Italiano, che ha portato ad un susseguirsi di diversi memorandum d'intesta con altri governi ed aziende da essi controllati. Le travagliate vicissitudini hanno portato ad un unico grande accordo, quello tra Leonardo e Rheinmentall.
Il programma partiva da due requisiti distinti da parte dell'esercito:
- un nuovo veicolo da combattimento per la fanteria, chiamato inizialmente AICS (Armored Infantry Combat System)[27]
- un nuovo carro armato da combattimento, denominato Italian Main Battle Tank (IMBT), da affiancare all'Ariete AMV C2 e da usare come base per sostituire i mezzi speciali basati sul Leopard 1[28]

Sul lungo termine però vi era anche un obiettivo politico militare più grande per l'Italia, entrare nel programma del futuro carro da combattimento europeo insieme a Germania e Francia.
Una volta raggiunto l'accordo tra Leonardo e Rheinmentall il programma ha subito leggere ma determinanti variazioni:
- il programma AICS (Armored Infantry Combat System)[24] è diventato A2CS (Army Armored Combat System)[31][7]: il programma quindi è stato allargato all'intero esercito (e non più solo alla fanteria) al fine di realizzare non solo un veicolo specifico per la fanteria meccanizzata ma anche altri veicoli da esso derivato, destinati ad altri scopi militari. Il programma così facendo è salito a una possibile commessa di circa 1.050 unità. [32]

- il programma IMBT si è allargato fino a creare non solo un nuovo carro da combattimento per l'esercito da affianchare all'Ariete C2 e sostituire il Leopard 1 per le unità speciali ma anche di diventare la base per un futuro carro armato europeo di nuova generazione, di cui la LRMV vuole diventare promotrice insieme ad altri colossi della difesa europea.[33][9][8][34] La commessa iniziale è di 280 unità.[35]

### Contesto

#### IMBT
Prima di concludersi nella LRMV l'operazione aveva preso dimensioni diplomatiche internazionali molto grandi e vedeva Leonardo entrare in collaborazione con la franco-tedesca KNDS ed utilizzare il Leopard 2 come base per l'imminente futuro carro italiano e permettere a Leonardo e all'Italia di farsi strada nel meno prossimo futuro progetto congiunto di un nuovo carro comunitario. Verso la fine del 2023 l'accordo stava procedendo a velocità molto sostenuta ma si interruppe improvvisamente, fondamentalmente per due motivi:
- sul lungo termine: l'incertezza di KNDS nella realizzazione del futuro carro congiunto con Leonardo[42][33]
- sul breve termine: le richieste stringenti dell'Italia sulla personalizzazione[43] del carro da realizzare nell'immediato e la produzione dello stesso per almeno il 60% in Italia.[44][45]

Contemporaneamente però Leonardo stava trattando, per vie meno ufficiali, anche con Rheinmentall che cercava un grosso partner industriale per portare avanti i propri progetti KF51 Panther e KF41 Lynx (quest'ultimo, nel 2024, presentato in versione anticarro di supporto e dotato proprio di torretta Hitfact MkII con cannone da 120mm, completa di RWS Hitrole, di Leonardo); appena l'accordo con KNDS è fallito, le due società hanno subito ufficializzato un memorandum d'intesa nel luglio 2024 ed in giro di pochi mesi, il 15 ottobre 2024, è nata la Leonardo Rheinmetall Military Vehicles (LRMV).

#### A2CS
Anche il progetto AICS/A2CS aveva trovato intoppi, in quanto nessuna grossa nazione era interessata a sviluppare veicoli per la fanteria basati su cingoli, tutti i possibili grossi parnter o ne erano già dotati o puntavano su futuri mezzi ruotati: soluzione non d'interesse per l'Esercito Italiano perché già in possesso di numerosi validi progetti, figli del CIO (Consorzio Iveco-OTO Melara). La fanteria meccanizzata dell'Esercito Italiano, infatti, è basata su: l veicolo trasporto truppe "Puma", il Veicolo da combattimento della fanteria VBM "Freccia", l'autoblindo cacciacarri Centauro e Centauro II, ed il mezzo d'assalto anfibio ACV 1.1; affiancati da veicoli medi e leggeri, sempre su ruote, come: l'LMV "Lince" (e LMV2), il VTMM "Orso" nonché alcuni VM 90P "Protetto". Tutti mezzi recenti che costituiscono la spina dorsale dell'esercito e che operano, sia a livello tattico e strategico, in sinergia i carri armati e altri mezzi cingolati, tra cui l'A2CS. Tale struttura organizzativa non poteva essere modificata.

#### LRMV
Con la nascita della Leonardo Rheinmetall Military Vehicles:
- Leonardo e l'Italia:[54]
  - trovano in Rheinmetall un partner industriale che può fornire la base per poter sviluppare entrambi i progetti IMBT e A2CS senza rinunciare alla componentistica Leonardo[55][56] ed alla produzione negli stabilimenti italiani per almeno il 60% (50% Leonardo e 10% Rheinmetall Italia)[57] fra tutti: gli stabilimenti ex Oto Melara di La Spezia.
  - ottengono in joint venture una società con sede in Italia direttamente controllata al 50%  per entrare in competizione/partnership internazionale nella futura realizzazione di mezzi terrestri da combattimento, incluso il futuro carro da combattimento europeo.[58][33][57][9][10][11][12]
  - gli stabilimenti ex OTO Melara di La Spezia vedono completamente ribaltata la loro situazione, passando da rischio cessione a nuovo polo industriale strategico per Leonardo, anche per prodotti destinati all'esportazione.[59][48][4][57]
  - L'esercito Italiano ottiene i primi mezzi con almeno 2 anni di anticipo rispetto al precedente accordo con KNDS senza rinunciare alla componentistica Leonardo e quindi alla standardizzazione e connettività con gli altri mezzi dell'arma.[57]
- Rheinmetall da canto suo:
  - trova in Leonardo il partner industriale necessario per portare avanti i propri progetti e trova nell'Italia un grosso paese europeo che li possa finanziare (non avendo il supporto della propria nazione che già è legata a KNDS)
  - Rwm Italia (divisione italiana di Rheinmetall) consolida la sua posizione all'interno della capogruppo nei rapporti con l'Italia[4] e si occuperà del 10% dell'intero valore delle operazioni. [57]
- La Germania:[60]
  - non rinuncia alla proposta italiana per il futuro carro da combattimento europeo, senza compromettere gli accordi con i Francesi
  - trova nell'Italia un sostenitore economico per una delle sue più grosse industrie militari, Rheinmetall appunto, che negli anni ha faticato a supportare a causa degli accordi con KNDS.

Il valore iniziale dell'operazione (per entrambi i programmi) è di 22/24 miliardi di euro in 15 anni ma l'obiettivo futuro è la creazione di un nuovo polo industriale per la difesa che mira a valori decisamente maggiori

## Attività
La principale attività dell'azienda è quella di progettare e produrre veicoli da difesa per l'Esercito Italiano e in futuro per altri paesi interessati. Le operazioni (produzione, integrazione, omologazione, test e supporto logistico) avvengono per oltre il 60% in Italia. L'attività produttiva principale avviene negli stabilimenti italiani di La Spezia di proprietà di Leonardo, garantendone, con la prima commessa, produzione a pieno regime almeno fino al 2040.
I due veicoli immediatamente interessati dall'intesa sono:
- un carro armato da combattimento denominato IMBT "Italian Main Battle Tank": basato sul prototipo KF51 Panther[67] di Rheinmetall sul quale Leonardo sviluperà l'armamento primario di 80 modelli su 132[68], l'armamento secondario e l'elettronica, inclusi i sensori e le tecnologie di difesa, coordinazione e comunicazione, secondo i requisiti dell'Esercito Italiano.[69][4]

- un veicolo da combattimento della fanteria: denominato A2CS Army Armored Combat System: che sfrutta la base modulare del KF41 Lynx[70] sul quale Leonardo svilupperà l'armamento e tutti i sistemi di difesa attiva e l'elettronica, inclusi i sensori e i sistemi di comunicazione[4]

- Altri mezzi corazzati e veicoli speciali derivati da IMBT e A2CS (16 varianti in tutto):[71] VTT/APC; A(R)RV; Posto comando/Carro comando; Semovente antiaereo; AVLB; altri mezzi per supporto del genio:carro pioniere (AEV), sminamento (MW); altri mezzi per trasporto logistico e tattico.[4]

### Produzione
Nello specifico la produzione prevede:
- di sfruttare la piattaforma dell'IMBT per realizzare circa 130-140 carri armati da combattimento da affiancare a circa 120 "Ariete C2", e di sostituire circa 140 varianti speciali per il genio basati sul Leopard 1, in particolare carri da soccorso e recupero, carro pioniere e gettaponti. La produzione iniziale è quindi, incluse tutte le varianti, di circa 280 pezzi. I carri da combattimento sono destinati a due reggimenti carri distinti, mentre i carri speciali sono destinati a tutte le brigate pesanti, tutti i reggimenti Genio ed i reggimenti logistici dell’Esercito Italiano;
- di utilizzare la piattaforma dell'A2CS per sostituire i VCC-1/VCC-2 "Camillino" già dismessi e stoccati a nel Parco Mezzi Cingolati e Corazzati dell’Esercito, a Lenta, ma anche veicoli da esso derivato come gli M577 (posto di comando) e M106 (versione porta-mortaio) e la realizzazione di semoventi con torretta antiaera (in sostituzione dei SIDAM 25), o veicoli per il trasposto tattico, come gli M548. Il nuovo A2CS affiancherà quindi il Dardo (già timido erede dei Camillino) per poi gradualmente sostituirlo. La produzione iniziale prevede 16 varianti in tutto ed è di circa 1000 pezzi.
Da un punto di vista cronologico, il programma A2CS è il primo ad essere avviato (contratto nel Q1 2025 e consegne dal 2027) seguito, circa un anno dopo (contratto nel 2025 e consegne dal 2028), dal programma IMBT.
La produzione totale (IMBT+A2CS) prevede un numero limitato di pezzi (una/due decine all'anno) fino al 2028 per poi attestarsi sul centinaio di pezzi all'anno partendo dal 2029 raggiungendo un picco di produzione (160-170 unità all'anno) nel biennio 2030-2031 per poi riattestarsi sui 75-100 pezzi fino al 2040.
Gran parte della produzione è coperta dall'A2CS in versione IFV con arma principale da 30mm (circa 50 pezzi all'anno per 12 anni), seguito dalla variante con mortaio (circa 15-30 pezzi all'anno per 10 anni) e dall'IMBT in versione da combattimento (132 in 7 anni) seguito dalla sua variante da recupero ARV (circa 10 pezzi all'anno per 9 anni) e da altre tre versioni dell'A2CS ovvero quella da supporto pesante, con cannone da 120mm, e quella in versione carro da soccorso e comando (circa 80 cad. in 9 anni); infine, ma non ultima, la versione da difesa anti-aerea (circa 70 in 12 anni). Nell'ordine di qualche decina di pezzi invece vengono prodotti le versioni gettaponte AWLB e Genio (AEV) basate sull'MBT.. 
Oltre alla produzione per l'esercito italiano si stima una produzione di circa 700 esemplari della versione A2CS per il supporto pesante e della versione antiaerea destinate all'esportazione.

#### Siti produttivi
Poiché la joint venture non possiede stabilimenti propri, utilizza i siti produttivi delle società coinvolte.
Il sito principale della produzione è l'area produttiva di La Spezia "Vallegrande" (dalla storica polveriera di Vallegrande), in particolare gli stabilimenti ex Oto Melara, di proprietà di Leonardo. All'interno del grosso complesso industriale, dove Leonardo produce già i cannoni navali, è stato scelto come sito produttivo dei mezzi terrestri lo storico reparto C, situato tra il porto e la centrale termoelettrica "Eugenio Montale" alle spalle dell'impianto ASG Superconductors. 
Bonificato nel 2023, il reparto C vede le operazioni di preparazione alla produzione avviarsi in due fasi; l'avvio del primo lotto (produzione dell'A2CS), con accesso da Via Melara, ha un valore di circa 1.730.000 € e una durata di 11 mesi. Tutta l'operazione di riqualifica, compreso quindi il secondo lotto (produzione IMBT) di via Valdilocchi, fa parte del piano industriale 2024-2028.. 
Il progetto vede impegnati anche gli altri siti produttivi della divisione "Elettronica per la difesa e sicurezza" di Leonardo, utilizzati per la componentistica e lo sviluppo dei due veicoli nonché la fornitura della suite di osservazione e condotta di tiro con camera termica di 3a generazione ("Attila D" e "Lothar SD") già testate sul Centauro II e presenti anche sull'Ariete AMV C2. Leonardo fornisce anche la RWS Hitrole per la difesa ravvicinata e il comando, controllo e navigazione SICCONA.
Per quanto riguarda la parte Rheinmetall: la società fornisce uno dei due sistemi d'arma principale (il cannone L55A1) dotato di sistema di caricamento automatico con tre uomini di equipaggio (che può essere portato a quattro anche in presenza del auto-loader, come avviene nel Centauro II) e produce in Italia, attraverso la divisione italiana, nel proprio stabilimento di Domusnovas, in Sardegna, i radar e le componenti della versione antiaerea dell'A2CS, e i sistemi di difesa antiaerea di entrambi i veicoli, mentre la ricerca e lo sviluppo avvengono fra le sedi di Ghedi e Torino.

##### Suddivisione dei siti produttivi in Italia
Tra i tre principali fornitori: Leonardo, IDV e Rheinmetall, i siti interessati dai progetti A2CS e IMBT sono 13. Di seguito sono identificati solo i componenti che sono destinati a questi due progetti:
Leonardo:
- Genova - sistemi di crittografia e cybersicurezza
- Brescia - armamento di basso calibro
- Ronchi dei Legionari - simulatori
- Napoli - dispositivi di comunicazione
- Cisterna di Latina - Radar, IFF, MSR laser ed altri sensori
- Roma (Larimart) - sistemi elettronici e gestionali, computer ed intercomunicazioni
- Roma Tiburtina - dispositivi di informazione condivisa e strategica (Cl4), radar, connessioni di combattimento
- Campi Bisenzio - dispositivi di optoelettronica
- La Spezia - produzione di veicoli, di torrette, cannoni ed armamenti principali; assemblaggio finale ed integrazione.

Iveco Defence Vehicles
- Castelfranco - saldatura
- Bolzano - propulsori, cambi e trasmissioni, sospensioni e protezione passiva

Rheinmetall italia:
- Roma - protezione attiva, elettronica, saldatura
- Domusnovas - munizioni per difesa aerea e radar antiaereo

#### Principali fornitori esterni alla Joint Venture
L'azienda esterna (al momento del contratto) principalmente coinvolta nell'accordo è Iveco Defence Vehicles che ha una quota pari al 12-15% dell'intero progetto. IDV, che da anni è legata ad OTO Melara attraverso il CIO, entra nel programma nel novembre del 2024 dopo un accordo preliminare con Leonardo e si occupa principalmente della fornitura del motore, del cambio e delle trasmissioni.
Nel Maggio 2025 LRMW presenta un'offerta d'acquisto per Iveco Defence Vehicles, che viene poi definitivamente venduta alla sola Leonardo, per 1.7 miliardi di Euro, nel luglio 2025. Nello stesso mese iniziano le trattative tra Leonardo e Rheinmetall per la vendita a quest'ultima di Astra. 
Altri principali fornitori esterni sono Elettronica SpA (azienda specializzata nei sistemi di difesa elettronica da decenni collaboratrice di fiducia di Leonardo e in partnership con essa attraverso diversi accordi tra cui il CIO, il GCAP ed il OSN), e Renk Italia Srl, fornitrice di unità ibride, sospensioni, cuscinetti e giunti. Renk Italia srl è la divisione italiana di Renk Group GmbH e viene gestita dalla stessa attraverso la controllata Renkg & Horstman. Renk Italia è stata fondata nel 2024 proprio in occasione del programma IMBT+A2CS, ha sede operativa a La Spezia negli ex stabilimenti OTO-Melara e subito dopo la fondazione ha siglato un memorandum d'intesa con Leonardo, divenendone partner strategico per furnitura di componenti e supporto alla produzione dei cingoli; lo scopo dell'accordo è a lungo termine.

## Organizzazione, costi, valore delle operazioni e prospettive economiche
I fondi destinati dal governo italiano nel 2024 ammontano a 2,5 miliardi per il programma A2CS e circa 10 miliardi nel 2025 di cui 8,25 miliardi per il programma IMBT.. I fondi vengono stanziati dal Ministero della Difesa dal 2025 al 2038. Le consegne dei mezzi finanziati dal governo italiano sono previste dal 2027 al 2040.. Il Ministero della Difesa prevede una spesa complessiva pari a 22-24 miliardi di cui 15 destinati agli A2CS e 8 all'IMBT. I due progetti sono destinati anche all'esportazione che apre ad un mercato potenziale dal valore stimato di oltre 50 miliardi di euro in 15 anni, valore portato principalmente da paesi est-europei che dovranno sostituire mezzi terrestri di fabbricazione sovietica e russa.. Oltre al valore produttivo, l'operazione ha un grande valore strategico e tecnologico, creando un nuovo polo di progettazione e produzione per la difesa terrestre per i futuri progetti europei. La capacità produttiva della LRMV è stimata in oltre 4000 IFV e 1000 MBT l'anno.

### Organizzazione societaria
La società è paritetica, 50% a Leonardo e 50% a Rheinmetall (di cui 40% alla casa madre tedesca e 10% alla divisione italiana). L'amministratore delegato e il presidente saranno sempre uno Leonardo e uno Rheinmetall, scambiandosi di ruolo ogni 3 anni.

## Sviluppo dei veicoli

### LRMV A2CS
Nel gennaio 2025 l'Esercito Italiano e Leonardo hanno iniziato i test preliminari utilizzando un prototipo di KF41 Lynx in configurazione base (la versione usata dall'esercito ungherese) al fine di valutarne il comportamento e la funzionalità e poter iniziare l'analisi preliminare per studiare l'applicazione le personalizzazioni richieste dall'esercito italiano e la tecnologia Leonardo e dei suoi partner. 
Il prototipo è arrivato presso il centro sperimentale polivalente dell'esercito: il CEPOLISPE ovvero il Centro polifunzionale di sperimentazione di Montelibretti (a Montelibretti, provincia di Roma, nell'ex sede del Centro Tecnico della Motorizzazione di Montelibretti vicino alla sede operativa anche la Scuola di cavalleria dell'Esercito Italiano). In questa struttura, che funge da comando tecnico dipendente dal Comando logistico dell'Esercito, il prototipo ha subito molti test da parte degli ingegneri dell'Esercito e di Leonardo, per poi essere stato trasferito (insieme ad una torretta hitfist 30 fornita separatamente da Leonardo) al poligono militare dell'UTTAT Nettuno per ulteriori test al fine di sviluppare il nuovo LRMV A2CS, la cui pre-produzione è prevista per metà 2025 e sarà anticipata da 5 modelli in versione base utilizzati sia per operazioni di addestramento che test che sviluppo..

#### Cronologia della produzione dell'A2CS
La produzione è divisa in tre fasi: forniture di versioni pilota (non personalizzate, ovvero in versione ungherese) definite UOR (Urgent Operational Requiment); pre-produzione e consegna dei primi modelli personalizzati (solo modello in versione IFV ovvero per la fanteria meccanizzata: l'AICS previsto sin dalle primissime fasi del progetto), produzione di tutte le varianti (destinate quindi a tutto l'esercito e non solo alla fanteria meccanizzata) ovvero il progetto A2CS al completo.

##### Versioni pilota (UOR)
- novembre 2024 - taglio della prima lastra d'acciaio del primo veicolo in configurazione base, per addestramento, sviluppo, test ma anche operazioni urgenti, presso la fabbrica ungherese di Zalaegerszeg
- gennaio 2025 - saldatura dello scafo del primo veicolo
- primo trimestre 2025 - assemblaggio ed integrazione del primo veicolo
- consegna di 5 veicoli UOR entro il 2025

##### Pre-produzione (AICS I)
- 2°/3° trimestre 2025: inizio pre-produzione
- 2026: fornitura di 11 veicoli urgenti, realizzati a La Spezia tutti già operabili in missione. Sono veicoli di pre-produzione ma già dotati di torretta HITFIST 30 di Leonardo. Sono prototipi che vengono consegnati per convalida e verifica da parte dell'esercito.
- fine 2026: fornitura di modelli statici e simulatori delle altre varianti.

##### Produzione definitiva (AICS II o A2CS)
- dal 2027 al 2040: produzione di tutte le versioni (16 in tutto per un totale di 1050 veicoli) partendo dalle 5 configurazioni principali:

- Versione da combattimento AIFV con armamento principale la torretta Hitfist dotata di cannone Leonardo X-Gun, 30x173mm;
- Versione con mortaio NEMO più RCWS
- Versione Anti-aerea (AA) con torretta da difesa aerea;
- Versione da supporto pesante (A2CS-120) con torretta Hitfact MkII dotata di cannone 120/45 mm derivato dal Centauro II o cannone 120/55 derivato dall'Ariete C2 , dispositivo di lancio UGV ed Hitrole 50 RCWS. Con munizioni VULCANO.
- Versione senza torretta, dotata solo di armamento secondario, per trasporto truppe (VTT), recupero e riparazione (ARRV), supporto logistico e tattico e posto di comando.

### LRMV MBT
Il carro sarà declinato in diverse varianti, una di queste, la versione da combattimento, presenta due armamenti differenti: 
- 82 esemplari saranno dotati del nuovo cannone Leonardo 120/L55, un cannone da 120 mm con canna da 55 calibri ed il nuovo munizionamento VULCANO da 120 mm. Il cannone, prodotto a La Spezia, sarà quindi identico a quello presente nel nuovo Ariete C2 e nel nuovo AICS-120, così come le munizioni.[68]
- 50 esemplari saranno dotati di cannone L55A1 prodotto da Rheinmetall ad Unterlüß.

La fornitura dei primi prototipi (9 in tutto) nel 2027 è suddivisa tra tutte le varianti basate sull'IMBT (LRMV MBT): gettaponte, recupero, combattimento e genio. Tali unità servono per la convalida e la verifica da parte dell'esercito.
Anche la produzione vera e propria (2028-2033) è costituita da tutte le varianti distribuite sui 6 anni di produzione, fino ad un totale di circa 280 pezzi, in gran parte prodotti nella versione da combattimento: 132 esemplari. Il biennio 2034-2035 è l'ultima fase di produzione ed è destinata ai rimanenti esemplari di gettaponte e genio.
La produzione degli scafi è divisa pariteticamente tra Unterlüß e La Spezia (su licenza) mentre il sistema d'armamento principale è prodotto in circa 50 pezzi a Unterlüß e 82 a La Spezia ma è in corso da parte di Leonardo un investimento per aumentare la capacità produttiva dello stabilimento italiano. Anche i cannoni di ricambio sono prodotti per circa il 50% a La Spezia. 
In Germania vengono prodotte tutte le torrette, il caricatore automatico e parte dei sistemi di protezione attiva (alcuni sistemi e componenti di essi vengono prodotto invece da Rheinmetall Italia).
In italia vengono prodotti, da IDV, tutti i propulsori e tutta la protezione passiva; mentre da Leonardo tutti i sistemi di acquisizione del bersaglio e controllo di fuoco, tutti i sistema di controllo della torretta e tutti i sistemi C2D/N EVO C4I. In Italia, inoltre ci sarà lo l'assemblaggio finale, la finalizzazione, il mantenimento e il supporto. 

#### Fornitura all'Esercito Italiano
Dopo l'approvazione del piano ReArm Europe da parte del parlamento europeo, avvenuta il 12 marzo 2025, le prospettive di LRMV sono cresciute anticipando alcune previsioni di fornitura di circa 18 mesi. L'Amministratore Delegato e Direttore Generale di Leonardo, Roberto Cingolani, nell'aprile 2025, ha dichiarato che l'Esercito Italiano avrà i primi 100 nuovi IMBT in versione da combattimento già entro la fine del 2029. Tali carri si affiancheranno ai 125 nuovi Ariete C2 per un parco totale di 225 carri di nuova generazione entro la fine del 2029 e di oltre 260 carri entro il 2033, contro gli attuali 200. 

#### Ulteriori sviluppi
Sempre nell'aprile 2025, Cingolani ha confermato l'impegno di LRMV nel sviluppare un sistema di sistemi di combattimento terrestre basato su una famiglia di piattaforme cingolate pesanti da combattimento di nuova generazione connessa a satelliti e droni con l'opzione di guida autonoma ed alimentazione alternativa; in sostanza LRMV conferma l'intenzione di entrare nel nuovo piano del carro da combattimento europeo per i prossimi 40-50 anni.